# Coupe de France 1994
Die Coupe de France 1994 war die 3. Austragung der Coupe de France, einer seit der Saison 1992 stattfindenden Serie von französischen Eintagesrennen. Die Fahrerwertung gewann der Franzose Ronan Pensec vom französischen Team Novemail-Histor, die Teamwertung gewann die Mannschaft Castorama.

## Rennen
| Datum         | Rennen                             | Sieger                 |
| ------------- | ---------------------------------- | ---------------------- |
| 19. Februar   | Tour du Haut-Var                   | Laurent Brochard       |
| 20. März      | Grand Prix Cholet-Pays de la Loire | Laurent Madouas        |
| 3. April      | Grand Prix de Rennes               | Gilles Delion          |
| 5. April      | Paris–Camembert                    | Armand de Las Cuevas   |
| 7. April      | Grand Prix de Denain               | Jans Koerts            |
| 24. April     | Tour de Vendée                     | Patrick Van Roosbroeck |
| 21. Mai       | Classique des Alpes                | Oliviero Rincón        |
| 28. Mai       | A Travers le Morbihan              | Peter De Clercq        |
| 23. August    | Grand Prix Ouest France            | Andreï Tchmil          |
| 4. September  | Trophée des Grimpeurs              | Richard Virenque       |
| 11. September | Grand Prix de Fourmies             | Andrea Tafi            |
| 18. September | Grand Prix d’Isbergues             | Wilfried Nelissen      |
| 30. September | Paris–Bourges                      | Lars Michaelsen        |

## Fahrerwertung
| Position | Fahrer           | Team            | Punkte |
| -------- | ---------------- | --------------- | ------ |
| 1        | Ronan Pensec     | Novemail-Histor | 130    |
| 2        | Richard Virenque | Festina-Lotus   | 117    |
| 3        | Laurent Brochard | Castorama       | 101    |